# Olteanca (Lădești), Vâlcea
Olteanca este un sat în comuna Lădești din județul Vâlcea, Oltenia, România.